# Вацетис, Эрнст Янович
Эрнст Янович (Эрнест Иванович) Вацетис — советский хозяйственный и военный государственный деятель, Краснознамёнец (1921).

## Биография
Родился в 1894 году в Тукумсе в семье рабочего, племянник Иоакима Вацетиса. Член КПСС с 1918 года.
С 1914 года — на военной службе, хозяйственной и политической работе. В 1914—1956 гг. — участник Первой мировой войны, прапорщик императорской армии, военный специалист РККА, участник Гражданской войны, адъютант главнокомандующего И. И. Вацетиса, член РВС 15-й армии, начальник бронечастей 2-й Конной армии, начальник уголовного розыска Иркутской губернской милиции, заведующий Николаевским окружным административным отделом, на руководящих должностях в межвоенном Советском Союзе, народный комиссар совхозов Латвийской ССР (1944—1956).
Избирался депутатом Верховного Совета Латвийской ССР 2-4-го созывов.
Умер в Риге в 1961 году.